# Kanika Beckles
Kanika Beckles (ur. 3 października 1991 w Saint Joseph) – urodzona na Trynidadzie i Tobago, grenadyjska lekkoatletka, sprinterka specjalizująca się w biegu na 400 metrów.
W 2010 zdobyła brązowy medal w biegu na 400 metrów podczas CARIFTA Games. W tym samym roku startowała na mistrzostwach świata juniorów w Moncton, na których odpadła w eliminacjach biegu na 400 metrów. Bez powodzenia startowała na mistrzostwach Ameryki Środkowej i Karaibów oraz na igrzyskach panamerykańskich w 2011 roku. W 2012 reprezentowała Grenadę na igrzyskach olimpijskich w Londynie, lecz nie pojawiła się na starcie biegu na 400 metrów z powodu kontuzji ścięgna.

## Osiągnięcia
| Rok  | Impreza                                  | Miejsce        | Konkurencja        | Lokata     | Wynik |
| ---- | ---------------------------------------- | -------------- | ------------------ | ---------- | ----- |
| 2010 | CARIFTA Games                            | George Town    | bieg na 400 metrów | 3. miejsce | 54,04 |
| 2010 | Mistrzostwa świata juniorów              | Moncton        | bieg na 400 metrów | eliminacje | 58,95 |
| 2011 | Mistrzostwa Ameryki Środkowej i Karaibów | Mayagüez       | bieg na 400 metrów | eliminacje | 54,61 |
| 2011 | Igrzyska panamerykańskie                 | Guadalajara    | bieg na 400 metrów | eliminacje | 56,43 |
| 2012 | Igrzyska olimpijskie                     | Londyn         | bieg na 400 metrów | –          | DNS   |
| 2014 | Igrzyska Wspólnoty Narodów               | Glasgow        | bieg na 400 metrów | półfinał   | 55,18 |
| 2015 | Igrzyska panamerykańskie                 | Toronto        | bieg na 200 metrów | półfinał   | 28,14 |
| 2016 | Igrzyska olimpijskie                     | Rio de Janeiro | bieg na 400 metrów | eliminacje | 52,41 |

## Rekordy życiowe
- Bieg na 100 metrów – 11,98 (2010)
- Bieg na 200 metrów – 23,48 (2015)
- Bieg na 200 metrów (hala) – 23,79 (2013)
- Bieg na 400 metrów – 51,72 (2012)
- Bieg na 400 metrów (hala) – 53,64 (2013)